# Bjergby (Mors)
 For alternative betydninger, se Bjergby. (Se også artikler, som begynder med Bjergby)
Bjergby er en landsby på det nordlige Mors i Limfjorden med 200 indbyggere i byområdet (2014), beliggende fire kilometer nord for Øster Jølby, 16 kilometer nord for Nykøbing og 20 kilometer syd for Thisted.
Byen ligger i Region Nordjylland og hører til Morsø Kommune. Bjergby er beliggende i Bjergby Sogn.
I Bjergby kan man finde den omkring 150 årige gamle friskole som bygger på den grundtvig-koldske tankegang. Der går omkring 85 elever på Bjergby Friskole
Radio Limfjords hovedbygning kan man også finde i den lille landsby Bjergby. Radio Limfjord laver lokalt radio til alle beboerne på Mors, Thisted og Salling.
I Bjergby finder man også ting som det gamle fodboldstadion, grusgraven (med skydebane og hundetræning), Sahara (bliver brugt til Sankt Hans og andre begivenheder), Det gamle Forsamlingshus, der bliver brugt til Banko, fællespisning og andre selskaber som dillitant og revy.